# Los Fresnos, Jalisco
Los Fresnos är en ort i Mexiko.   Den ligger i kommunen Ayotlán och delstaten Jalisco, i den centrala delen av landet, 400 km väster om huvudstaden Mexico City. Los Fresnos ligger 1 956 meter över havet och antalet invånare är 251.
Terrängen runt Los Fresnos är kuperad söderut, men norrut är den platt. Runt Los Fresnos är det ganska tätbefolkat, med 90 invånare per kvadratkilometer. Närmaste större samhälle är Arandas, 13,2 km norr om Los Fresnos. I omgivningarna runt Los Fresnos växer huvudsakligen savannskog.